# Santa Intrada

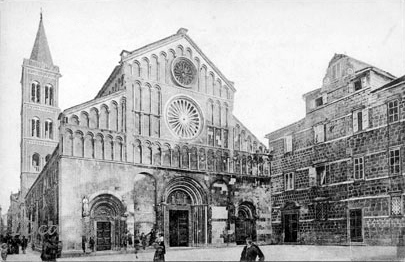
La cattedrale di Zara, ove per quasi quattrocento anni si celebrò la Santa Intrada

Con la definizione veneziana Santa Intrada (in italiano Santa Entrata) tradizionalmente si indica l'ingresso dei primi rappresentanti della Repubblica di Venezia a Zara in Dalmazia, il 31 luglio 1409.

## Premesse
L'influenza politica di Venezia in Dalmazia viene tradizionalmente fatta iniziare con la spedizione militare del doge Pietro II Orseolo, che - partito dalla città lagunare il 9 maggio dell'anno 1000 - ricevette una serie di atti di dedizione o di sottomissione da parte delle principali città dalmate dell'epoca: Ossero, Veglia, Arbe, Zara, Traù, Spalato, Vergada, Zaravecchia e Ragusa.
La regione però era contesa anche dai regni croati medievali, e dall'inserimento nel 1102 del Regno di Croazia nei possedimenti del Regno d'Ungheria, soprattutto da quest'ultimo.

## La pace di Zara
Le guerre locali si succedettero alle guerre, ma i principali contendenti furono sempre Venezia e l'Ungheria, fino a quando nel 1357 il re Luigi I d'Ungheria riuscì a creare una lega anti-veneziana, e con eserciti inviati sia dall'Ungheria che dalla Croazia pose l'assedio alle principali cittadine veneziane; Spalato, Traù e Zara. Caduta quest'ultima, si addivenne alla Pace di Zara (18 febbraio 1358), con la quale Venezia cedette all'Ungheria tutti i propri possedimenti in Dalmazia e il doge rinunziò al titolo di signore di Dalmazia e di Croazia.

## La cessione della Dalmazia
Il 5 agosto 1403 - nonostante l'opposizione di Sigismondo di Lussemburgo (successivamente Imperatore del Sacro Romano Impero) - salì al trono d'Ungheria il re Ladislao I di Napoli (Ladislao d'Angiò), che nel corso della sua esistenza cercò di riunire l'intera penisola italiana in un nuovo Regno d'Italia. Avendo necessità di reperire continuamente enormi risorse finanziarie, Ladislao decise quindi di vendere a Venezia i propri diritti sulla Dalmazia. L'accordo si concretizzò finalmente il 4 luglio del 1409, per 100000 ducati: una somma considerevolissima per il tempo.

## L'arrivo dei veneziani a Zara
Per far rispettare l'accordo, nella principale città dalmata - Zara - vennero concentrate le navi della flotta napoletana, al comando di Luigi Aldemarisco, vicario generale del re Ladislao per la Dalmazia. Un oratore venne da questi inviato al conte di Zara, Albanese il Piccolo, perché rendesse notizia del trattato.
Alla notizia della fine del governo napoletano-ungherese, la guarnigione angioina si diede a saccheggiare la città, tanto che il popolo di Zara si sollevò, invocando l'immediato arrivo dei veneziani innalzando le bandiere di San Marco sugli spalti: la reazione fu violentissima, alcune case dei rivoltosi furono incendiate e molti zaratini furono gettati nelle galere per essere condotti in seguito a Napoli per il giudizio. Vennero decise anche delle esecuzioni di piazza, ma mentre si stavano innalzando le forche la squadra navale veneziana gettò l'ancora nel porto.
I quattro provveditori Leonardo Mocenigo, Francesco Cornaro, Fantino Michiel e Antonio Contarini sbarcarono per recarsi nel palazzo comunale e ricevere le lettere patenti del re Ladislao per il comando delle fortezze dalmate. Con loro vi erano i deputati alla custodia della città - Pietro Diedo e Leonardo Branca - per la consegna del comune.
Ottenuta la liberazione degli zaratini incarcerati e di quelli più ricchi, presi in ostaggio dagli angioini per richiedere un riscatto alle famiglie, risarciti i danni causati dagli incendi e dai successivi saccheggi, i veneziani ordinarono alle navi napoletane di lasciare il porto.
Dodici zaratini vennero quindi scelti ed inviati a Venezia per giurare ancora fedeltà alla Repubblica, che a sua volta avrebbe discusso ed approvato i Capitoli comunali della città
Il 31 luglio la quiete venne raggiunta e si celebrò solennemente nella cattedrale l'Intrada dei veneziani a Zara.

## Le celebrazioni degli anni successivi
L'ingresso dei rappresentanti veneziani a Zara venne ricordato ogni anno e col passar del tempo l'Intrada venne celebrata come fosse una santa, tanto che divenne nota col nome di Santa Intrada.
Alla solenne celebrazione nella Cattedrale, si aggiunsero una fiera pubblica e delle giostre in Calle Carriera. Le invocazioni popolari così recitavano: "Al nome del santissimo et glorioso eterno Dio et de la sua Madre Vergine Maria (...) et del bon stado dela nostra Illustrissima Ducal Signoria de Venexia che Dio la salva et mantenga usque ad finem mundi. Amen. Et viva san Marcho!"
Tale celebrazione fu la principale festa civile di Zara fino alla caduta di Venezia, nel 1797.